# Dierikon
Dierikon (schweizerdeutsch: Dierike) ist eine politische Gemeinde im Wahlkreis Luzern-Land des Kantons Luzern in der Schweiz.

## Geographie
Die Gemeinde liegt im Rontal auf der Strecke Luzern-Zug zwischen Ebikon und Root LU nördlich des Dottebergs und des nordöstlich davon liegenden Rooterbergs. Die Gemeinde ist an den beiden Berghängen teilweise bewaldet. Dotteberg und Rooterberg sind durch das Götzetal, in welchem sich auch ein historischer Landsitz befindet, voneinander getrennt. Durch dieses fliesst der Götzetalbach in nordwestlicher Richtung bis zur Einmündung in die Ron. Von der Gemeindefläche von 282 ha werden 59,2 % landwirtschaftlich genutzt. Weitere 22,3 % sind von Wald und Gehölz bedeckt und 17,4 % Siedlungsfläche (davon sind 60,1 % Einfamilienhäuser, 12,3 % Zweifamilienhäuser und 27,5 % Mehrfamilienhäuser).
Dierikon grenzt an Adligenswil, Buchrain, Ebikon, Root und Udligenswil. Der höchste Punkt der Gemeinde befindet sich am Rooterberg auf 786 m ü. M., der tiefste an der Ron auf 414 m ü. M.
Den inoffiziellen Dorfkern bildet der Bereich der Rigistrasse von der Kreuzung Zentralstrasse bis und mit der Bäckerei.
In diesem Gebiet befinden sich ein Wohn- und Geschäftshaus mit Restaurant, die Kirche mit Kirchturm, das Gemeindehaus mit Postagentur, die Bäckerei, die Primarschule, der Kindergarten, das historische Dörfli und bis 2012 auch die Post.

## Bevölkerung
Die Einwohnerzahl stieg zwischen 1798 und 1816 stark an (+ 88,7 %). Bis 1850 sank sie dann durch Abwanderung deutlich (1816–1850: − 16,9 %). Nach einem kleinen Anstieg bis 1870 fiel sie bis 1880 massiv – um im folgenden Jahrzehnt ebenso stark wieder anzusteigen. Bis 1910 sank die Bevölkerung, danach stieg sie wieder an. Insgesamt veränderte sich die Anzahl Bewohner in den 150 Jahren zwischen 1820 und 1970 nur unwesentlich. Ein beständiges Bevölkerungswachstum setzte erst ab 1970 ein, als Dierikon zur Agglomerationsgemeinde der Stadt Luzern wurde (1970–2010: + 273,6 %). In den letzten Jahren hat sich das Wachstum verlangsamt.
Quellen: 1798–1837: Helvetische und kantonale Volkszählungen; Bundesamt für Statistik; 1850 bis 2000 Volkszählungsergebnisse, 2010 ESPOP, seit 2011 STATPOP

### Sprachen
Die Bevölkerung spricht als Alltagssprache eine hochalemannische Mundart. Bei der letzten Volkszählung im Jahr 2000 gaben 90,77 % Deutsch, 2,66 % Serbokroatisch und 1,33 % Albanisch als Hauptsprache an.

### Religionen – Konfessionen
Früher gehörte die ganze Bevölkerung zur römisch-katholischen Kirche. Durch Kirchenaustritte und Zuwanderung aus anderen Regionen der Schweiz und dem Ausland hat sich dies geändert. Heute (Stand 2000) sieht die religiöse Landschaft so aus: Es gibt 70,37 % römisch-katholische, 13,14 % evangelisch-reformierte und 1,95 % orthodoxe Christen. Daneben findet man 7,11 % Konfessionslose und 4,22 % Muslime. Die Orthodoxen sind der Herkunft nach Serben und Montenegriner. Die Muslime sind herkunftsmässig meist Albaner; daneben Bosnier sowie wenige Türken und Kurden.

### Herkunft – Nationalität
Ende 2022 zählte die Gemeinde 1609 Einwohner. Davon waren 1290 Schweizer Staatsangehörige und 319 (= 19,8 %) Menschen anderer Staatsangehörigkeit. Die grössten Zuwanderergruppen kommen aus Deutschland (47 Menschen), dem Kosovo (42), Italien (38), Nordmazedonien (25), Portugal (24), Serbien (21), Spanien (13) und Kroatien (12). 59 Personen stammen aus übrigen europäischen Ländern, und 38 Personen sind aussereuropäischer Herkunft.

## Dorfleben
Dierikon besitzt einen Freizeitpark mit Tennishalle, Aussenanlagen, Squashhalle und Badmintonhalle. Die in der Deutschschweiz verbreiteten Guggenmusigen sind in Dierikon mit den "Schlitzaeuglern" vertreten. Weiter sind in Dierikon diverse Sport- und Freizeitklubs zu finden.

## Verkehr
Dierikon ist durch die Buslinie 23 Luzern-Ebikon-Root erschlossen. Ab 2019 wird die Trolleybus-Linie 1 (Obernau–Kriens–Maihof) bis zur Mall of Switzerland verlängert.
Eine weitere Erschliessung durch den Öffentlichen Verkehr ist durch den Bau der S-Bahn Haltestelle Buchrain(-Dierikon) an der Bahnstrecke Zug–Luzern geschehen. Hier halten die Züge der S1 der S-Bahn Luzern (Sursee–Baar) im Halbstundentakt.
Für Leute, die am Dotteberg (v. a. an der oberen Spechtenstrasse oder der Oberdierikonerstrasse) in der Nähe der Grenze zu Ebikon leben, empfiehlt sich auch die Linie-Nr. 26 der Verkehrsbetriebe Luzern (Ottigenbühl-Unterlöchli-Brüelstrasse).
Der Ort liegt an der Hauptverbindung von Luzern nach Zug. Der am 25. September 2005 vom Volk in einer Abstimmung angenommene Anschluss Buchrain, welcher am 22. Juni 2011 eröffnet wurde, soll dem Dorf eine Verkehrsentlastung bringen. Er hat den Autobahnanschluss Gisikon-Root an der A14 als nächstgelegenen ersetzt, auch wenn dieser weiter besteht.

## Bildung
Kindergarten und Primarschule können die Kinder an ihrem Wohnort besuchen, dazu stehen das Rigi- und Pilatusschulhaus zur Verfügung. Der Sekundarschulunterricht erfolgt in der Nachbargemeinde Root. Lernende des Gymnasiums können z. B. nach Luzern zur Kantonsschule (ugs. Kanti).

### Lernende mit Schulort Dierikon
| Schuljahr (2022/2023) | Kindergarten | Primarschule | Sekundarstufe, alle Niveaus | Gesamthaft |
| --------------------- | ------------ | ------------ | --------------------------- | ---------- |
| Abteilungen           | 3            | 6            | 0                           | 9          |
| Lernende              | 48           | 108          | 0                           | 156        |

aus der Gemeinde und Nachbargemeinden; Quelle LUSTAT

### Lernende mit Wohnort Dierikon
| Schuljahr (2022/2023) | Kindergarten | Primarschule | Gymnasium | Sekundarstufe, Niveau A/B | Sekundarstufe, Niveau C/D | Integrierte Sekundarschule | Gesamthaft |
| --------------------- | ------------ | ------------ | --------- | ------------------------- | ------------------------- | -------------------------- | ---------- |
| Lernende              | 50           | 108          | 4         | 17                        | 11                        | 2                          | 192        |

in der Gemeinde wohnhaft; Quelle LUSTAT

## Geschichte
Die Gemeinde wird erstmals in einem Zinsrodel des Zisterzienserklosters Rathausen unter dem Namen Dierinkon im späten 13. Jahrhundert erwähnt. Sie gehörte bald darauf zum Herrschaftsbereich der Habsburger. Zuerst zum Amt Meienberg, später zum Amt Rothenburg. Im Jahr 1394 fiel die Gemeinde faktisch, 1406 dann auch offiziell an die Stadt Luzern und gehörte bis 1798 zur Landvogtei Rothenburg. Danach war sie fünf Jahre Teil des Distrikts Luzern, ehe sie 1803 zum damals neu geschaffenen Amt Hochdorf kam. Bereits 1814 wurde sie umgeteilt ins Amt Luzern, dem sie bis heute angehört. Seit 2008 gehört die Gemeinde zum Wahlkreis Luzern-Land, welcher die Ämter ersetzte.

## Politik

### Gemeinderat
Der Gemeinderat von Dierikon setzt sich wie folgt zusammen (Amtsdauer 2020–2024):
- Max Hess (Die Mitte): Gemeindepräsident
- Alexandra Lang (Die Mitte): Gemeindeamtfrau
- Kilian Graf (Die Mitte): Bildung
- Daniel Schnider (parteilos): Gemeinderat
- Monika Bächler (Die Mitte): Sozialvorsteherin

### Kantonsratswahlen
Bei den Kantonsratswahlen 2023 des Kantons Luzern betrugen die Wähleranteile in Dierikon: SVP 26,85 %, Mitte (einschliesslich Junge Mitte) 25,14 %, SP 15,45 %, FDP 13,59 %, Grüne (mit JG und GrüneUnt) 9,91 %, glp (mit JGLP) 9,01 % und EVP 0,06 %.

### Nationalratswahlen
Bei den Schweizer Parlamentswahlen 2023 betrugen die Wähleranteile in Dierikon: SVP 35,9 %, Mitte 23,2 %, FDP 11,9 %, SP 11,2 %, GPS 9,5 %, glp 6,4 %, übrige 2,0 %.

## Wirtschaft
Bemerkenswert ist die Tatsache, dass es in Dierikon mehr Arbeitsplätze als Einwohner gibt. Im Jahr 2016 gab es 89 Arbeitsstätten mit 2139 Beschäftigten in Dierikon. Der Anteil der Beschäftigten in der Landwirtschaft ist in den letzten Jahrzehnten stark zurückgegangen. Die Landwirtschaft bietet nur noch 1,22 % der Erwerbstätigen (26 Personen) in 10 Betrieben eine berufliche Existenz. Weit bedeutender sind heute Industrie und Gewerbe mit 15 Betrieben und 579 Beschäftigten und der Dienstleistungsbereich mit 72 Arbeitsstätten und 1534 Beschäftigten. Nennenswerte Unternehmen mit Sitz in Dierikon sind die Komax, die Genossenschaft Migros Luzern, Vorwerk Schweiz (Thermomix), Gabriel Rebsamen, Elektro Furrer, Bucher Travel, Widler Gartenbau + Floristik und die Bäckerei Brunner. Im Herbst 2017 wurde die Mall of Switzerland, das grösste Einkaufs und Freizeitcenter der Schweiz, eröffnet. Teile der Mall, insbesondere die Parkplätze, stehen auf dem Gebiet der Gemeinde Dierikon.

## Persönlichkeiten
- Lorent Berisha, Sänger und Drittplatzierter bei Deutschland sucht den Superstar 2023

## Sonstiges
Nach Meggen, Schenkon, Eich, Weggis, Eschenbach, Ballwil und Horw besitzt die Gemeinde einen der tiefsten Steuersätze im Kanton Luzern (von 80 Gemeinden insgesamt) und damit den tiefsten im Rontal.
Seit 2009 findet jedes Jahr im August auf dem Parkplatz der Migros das US Car Meeting statt. Hierbei treffen sich Freunde US-amerikanischer Fahrzeuge mit ihren Wagen aus der ganzen Schweiz in Dierikon.

## Bilder

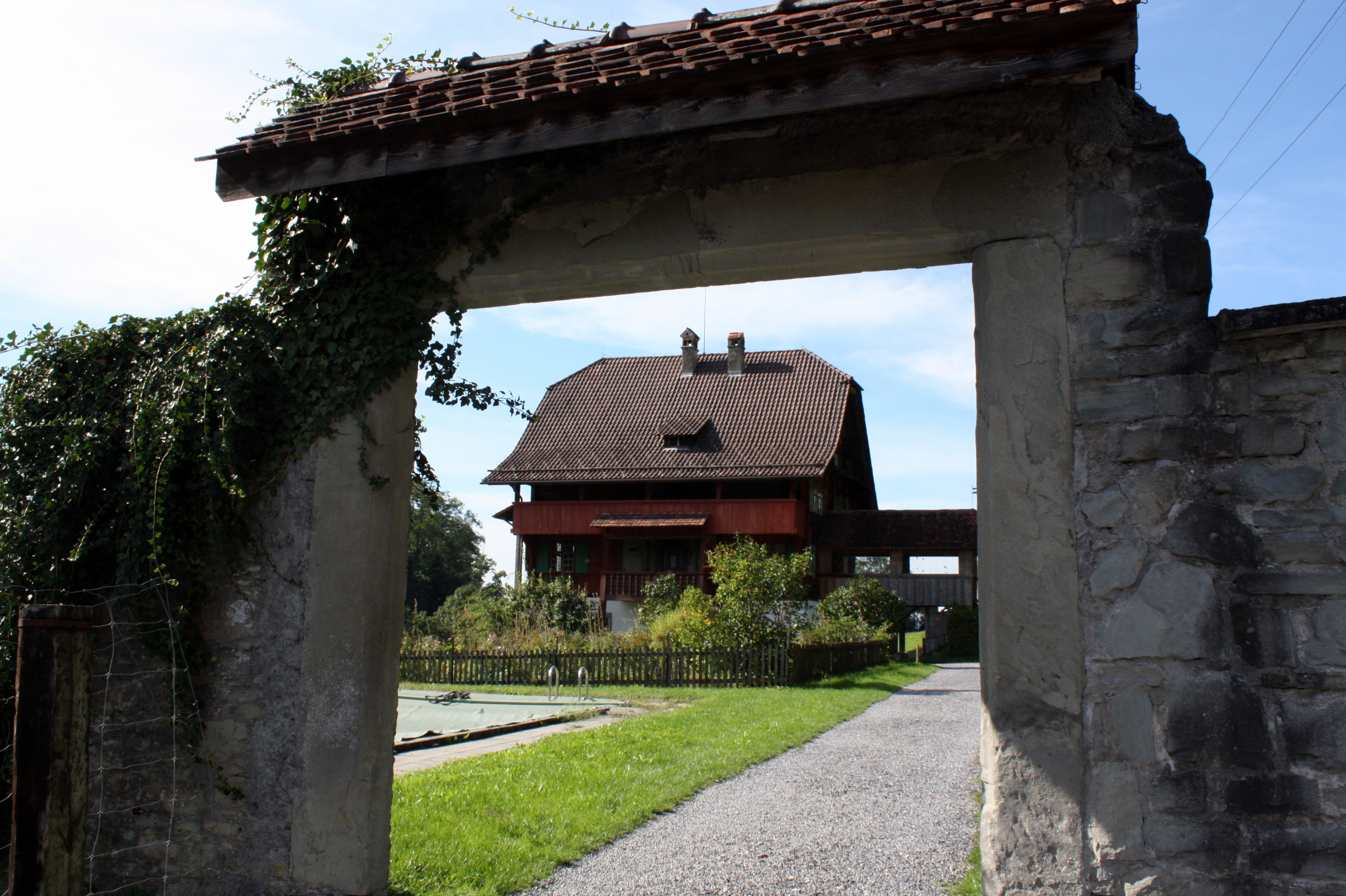
Schlösschen Götzental, Dierikon
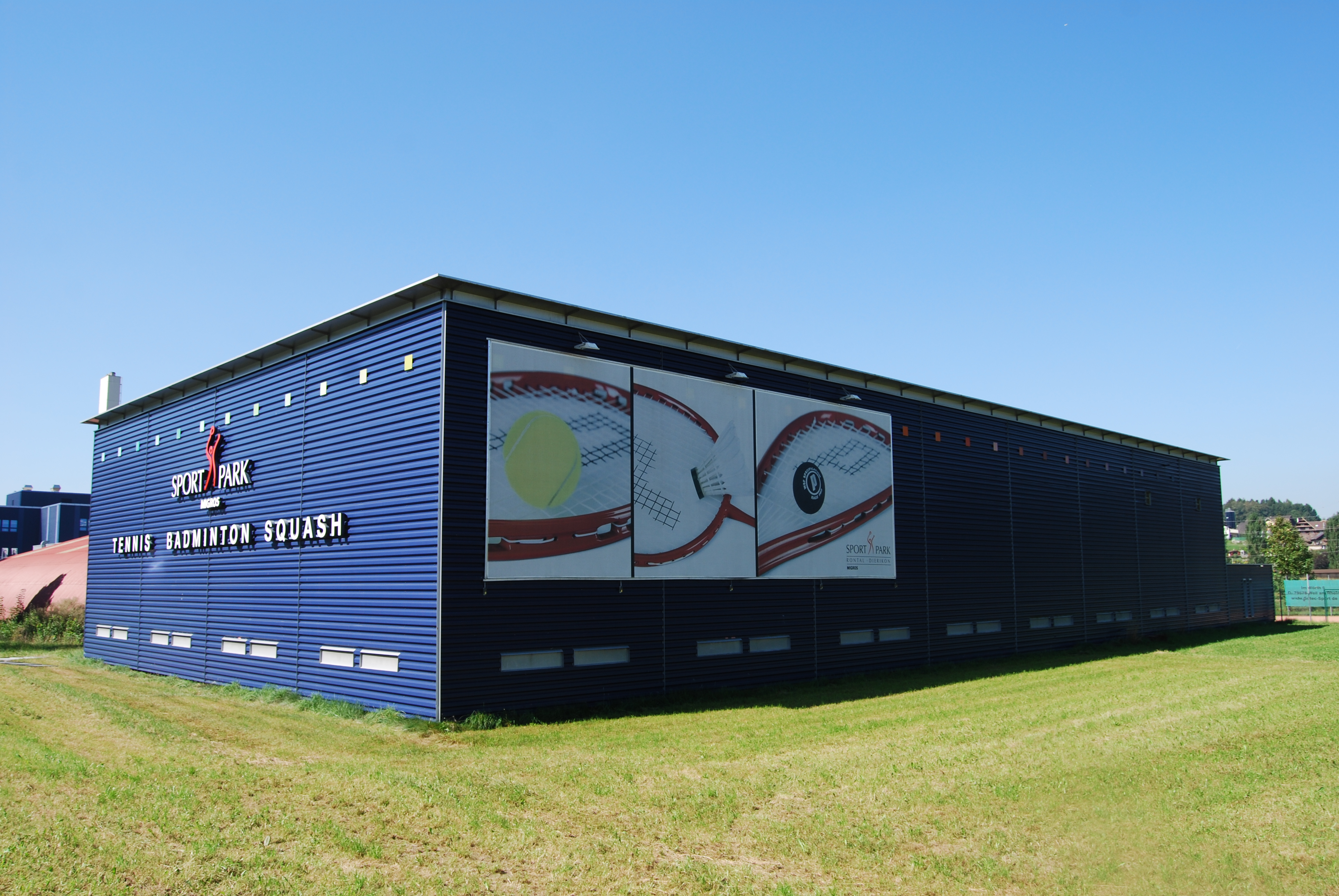
Migros-Sportzentrum
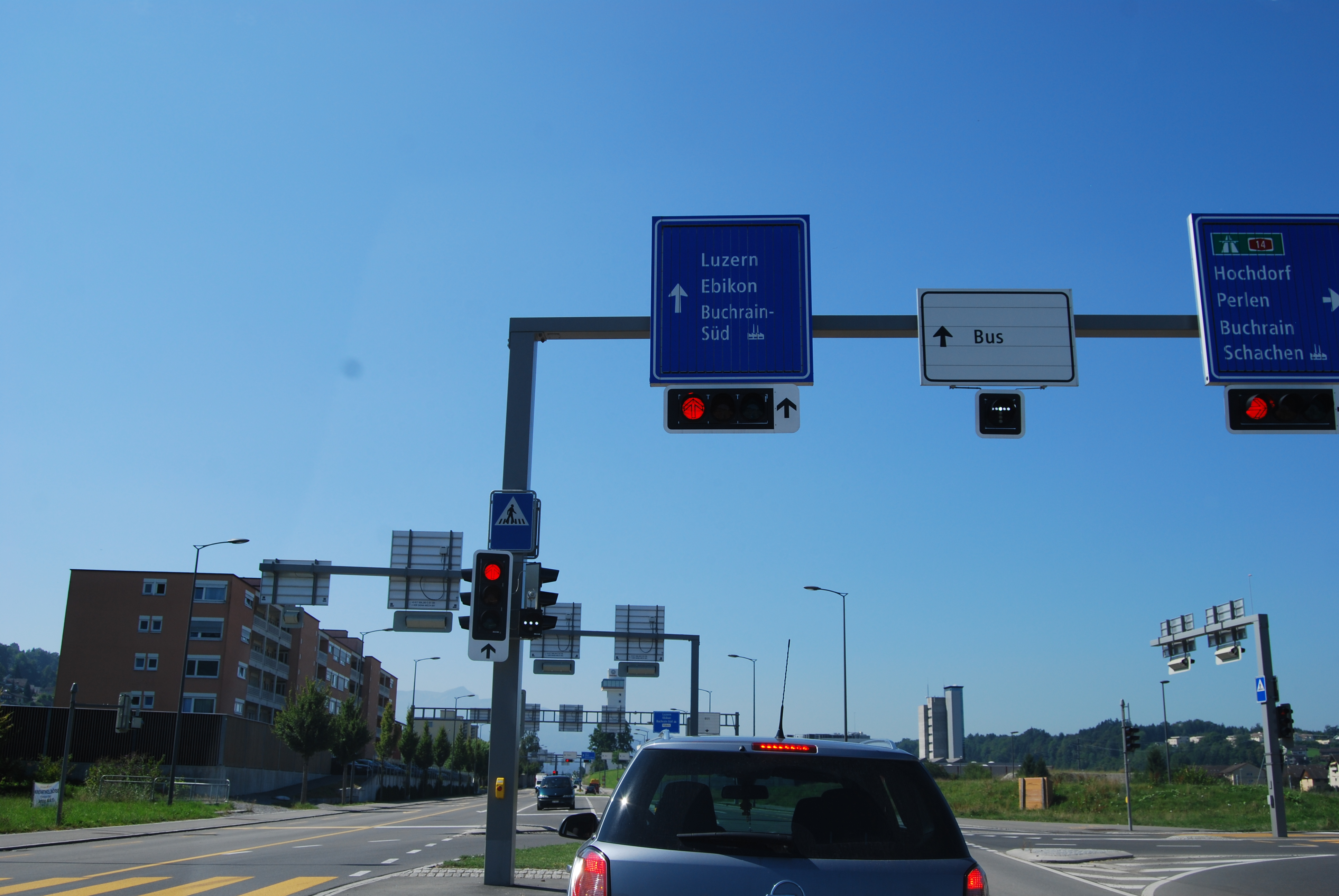
Luzernerstrasse in Dierikon